# St. Peter (Leutershausen)

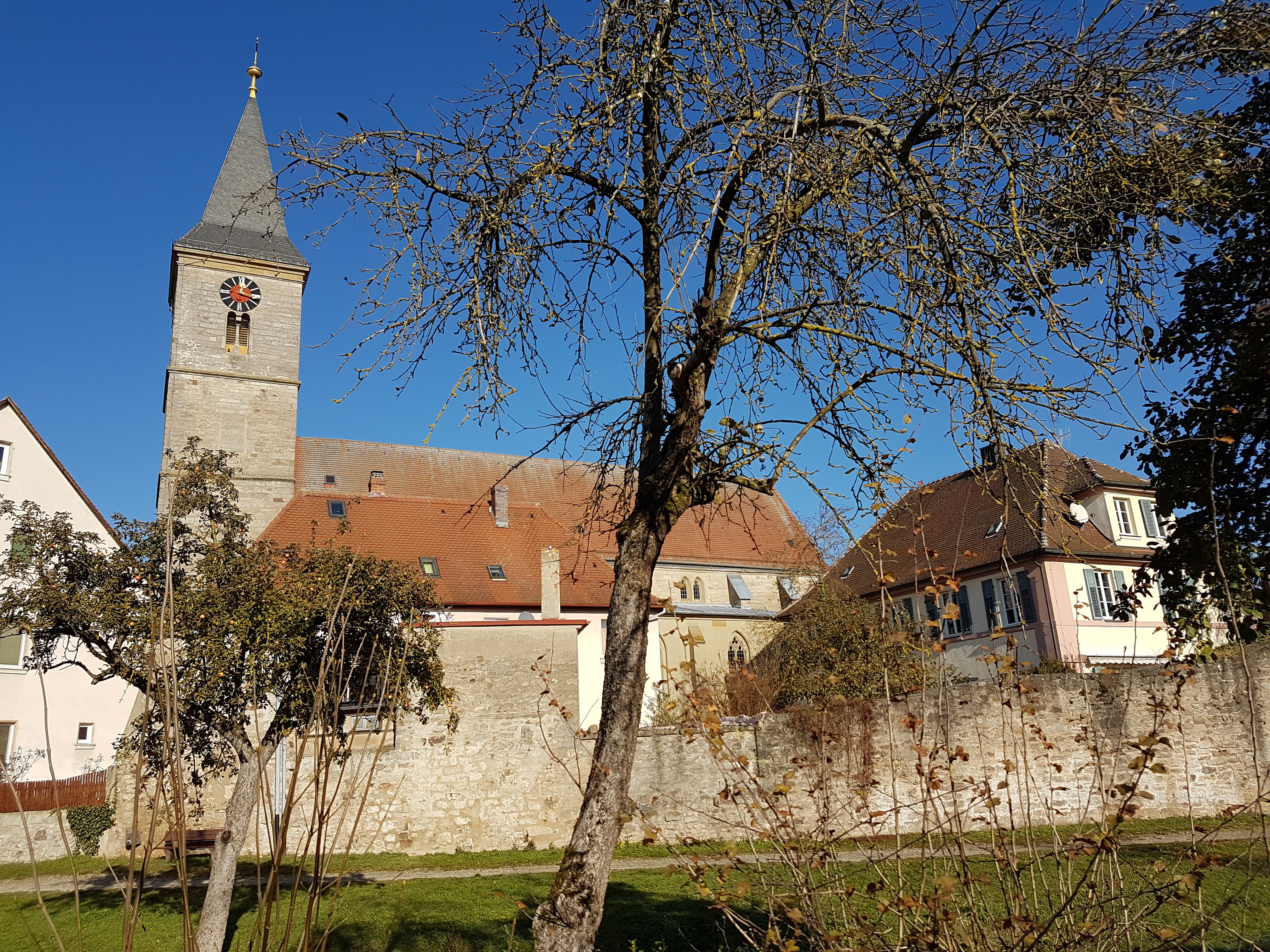
St. Peter (Leutershausen)

Die evangelische, denkmalgeschützte Pfarrkirche St. Peter steht in Leutershausen, einer Stadt im Landkreis Ansbach (Mittelfranken, Bayern). Das Bauwerk ist unter der Denkmalnummer D-5-71-174-40 als Baudenkmal in der Bayerischen Denkmalliste eingetragen. Die Kirchengemeinde gehört zum Dekanat Leutershausen im Kirchenkreis Ansbach-Würzburg der Evangelisch-Lutherischen Kirche in Bayern.

## Beschreibung
Die Saalkirche von 1432/33 mit einem Langhaus von fünf Jochen und einem Chor mit 5/8-Schluss, der innen mit einem Kreuzrippengewölbe überspannt ist, und außen mit Strebepfeilern gestützt wird, erhielt 1875/77 zwei Seitenschiffe und wurde damit zur Basilika erweitert. Der ursprünglich zweigeschossige Kirchturm im Westen wurde 1888 um zwei Geschosse aufgestockt, die die Turmuhr und den Glockenstuhl beherbergen, und mit einem schiefergedeckten, vierseitigen Knickhelm bedeckt.
Die Kirchenausstattung stammt überwiegend aus der Zeit 1875/77. Die 1877 von G. F. Steinmeyer & Co. gebaute Orgel mit 20 Registern, zwei Manualen und Pedal wurde später in ihrer Disposition verändert.